# La Veu del Vespre
La Veu del Vespre fue un periódico español editado en Barcelona entre 1933 y 1934.

## Historia
El diario nació en mayo de 1933 como la edición vespertina de La Veu de Catalunya, publicación histórica del nacionalismo catalán. Fue un periódico adscrito políticamente a la Lliga Catalana. Sin embargo, nunca fue muy exitoso entre el público ni tampoco muy rentable económicamente. A pesar de que los propios editores declaraban que era una publicación completamente distinta, entre sus lectores se tenía impresión de tratarse de una segunda edición de La Veu de Catalunya.
Dejó de editarse el 31 de diciembre de 1934, tras haber publicado 515 números.